# Old pal

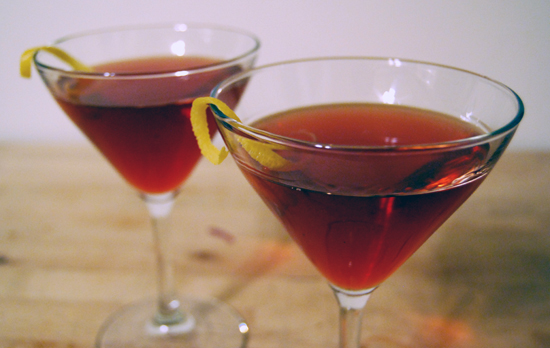

L'Old pal è un cocktail creato negli Stati Uniti d'America negli anni cinquanta del XX secolo. Fu parte dei cocktail IBA nel 1961.

## Ingredienti
- 1/3 di Rye whiskey
- 1/3 di vermut dry
- 1/3 di bitter Campari

## Preparazione
Si pongono tutti gli ingredienti in un mixing glass assieme a del ghiaccio e si mescola delicatamente. La preparazione va quindi versata in una coppetta di tipo martini eliminando il ghiaccio.